# خیر اعلی

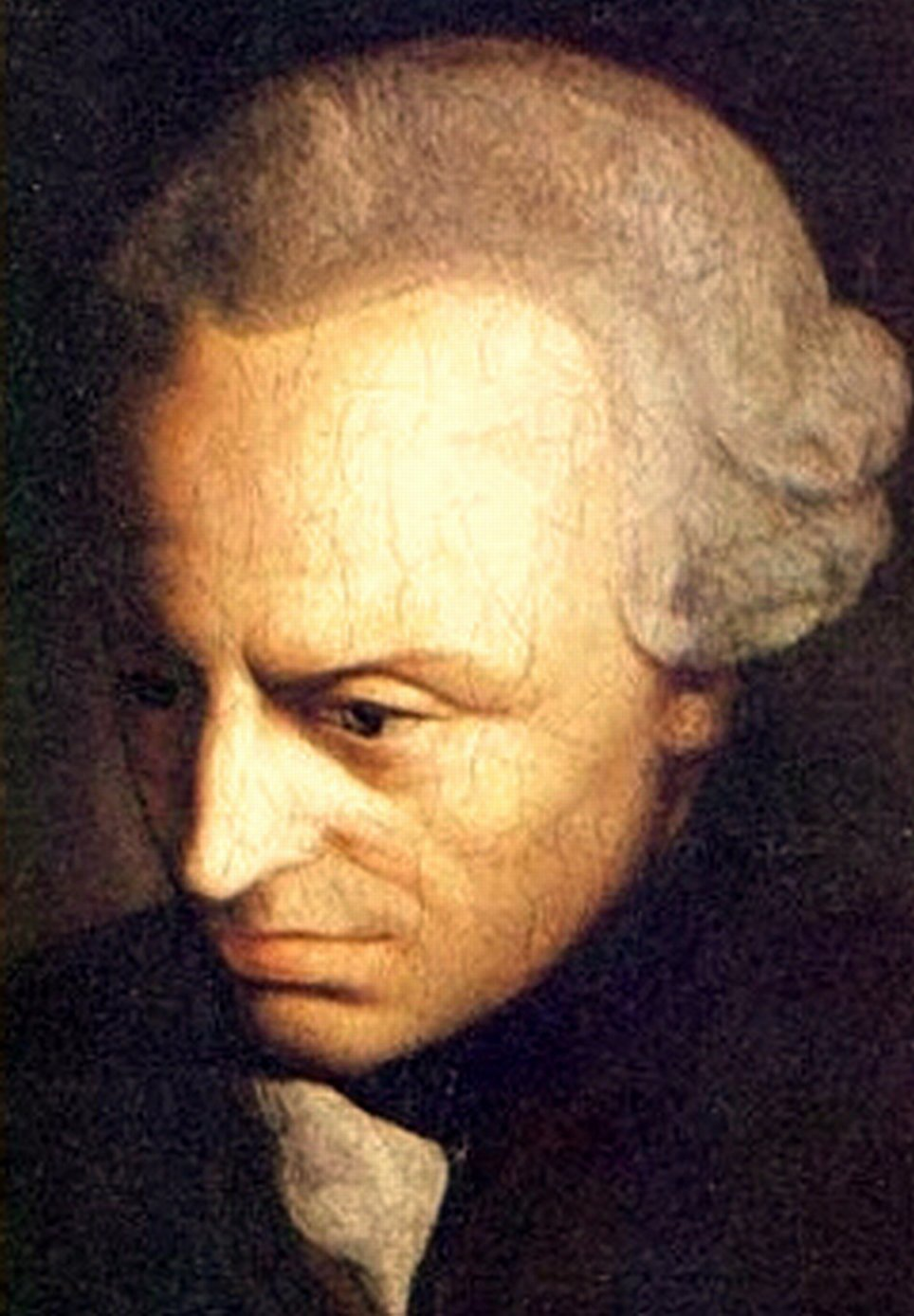
ایمانوئل کانت

خیر اعلی (انگلیسی: Sanatana dharma)، اصطلاحی لاتین که معادل آموزه خیر در فلسفه یونان باستان است. و نخستین بار توسط سیسرون فیلسوف و سیاستمدار رومی به کار برده شده‌است. و عموماً و فی نفسه به عنوان هدف تلقی می‌شود.

## ۸
توماس آکوئینی پس از بررسی خیر به‌طور کلی، به خیر به مثابهٔ صفت خداوند می‌پردازد. خداوند خیر اعلی (Summum bonum) و بالذات (Bonus per suam essentiam) است.

## امید درفلسفه اخلاق کانت
ایمانوئل کانت ایمان را، ایمان اخلاقی تلقی می‌کند. که نتیجه منطقی  قانون اخلاقی است و برای همگان نیز قابل حصول است. به عقیده کانت امید غایی، امید به تحصیل خیراعلی (Summum bonum) است که مستلزم قانون اخلاقی است.
سه اصل موضوعه عقل محض عملی، آنچنان که در نقد عقل عملی (reason critique of practical) آمده، یعنی امید به وجود خداوند، امید به جاودانگی (immortality) و امید به حصول آزادی کامل، جملگی فرع بر این امید اعلی و مآلا فرع به قانون اخلاقی اند.